# Ligusticum nematophyllum
Ligusticum nematophyllum là một loài thực vật có hoa trong họ Hoa tán. Loài này được (Pimenov & Kljuykov) F.T. Pu & M.F. Watson mô tả khoa học đầu tiên năm 2004.